# Cophyla berara
Cophyla berara är en groddjursart som beskrevs av Vences, Andreone och Frank Glaw 2005. Cophyla berara ingår i släktet Cophyla och familjen Microhylidae. IUCN kategoriserar arten globalt som akut hotad. Inga underarter finns listade i Catalogue of Life.